# Caminho dos Antiquários

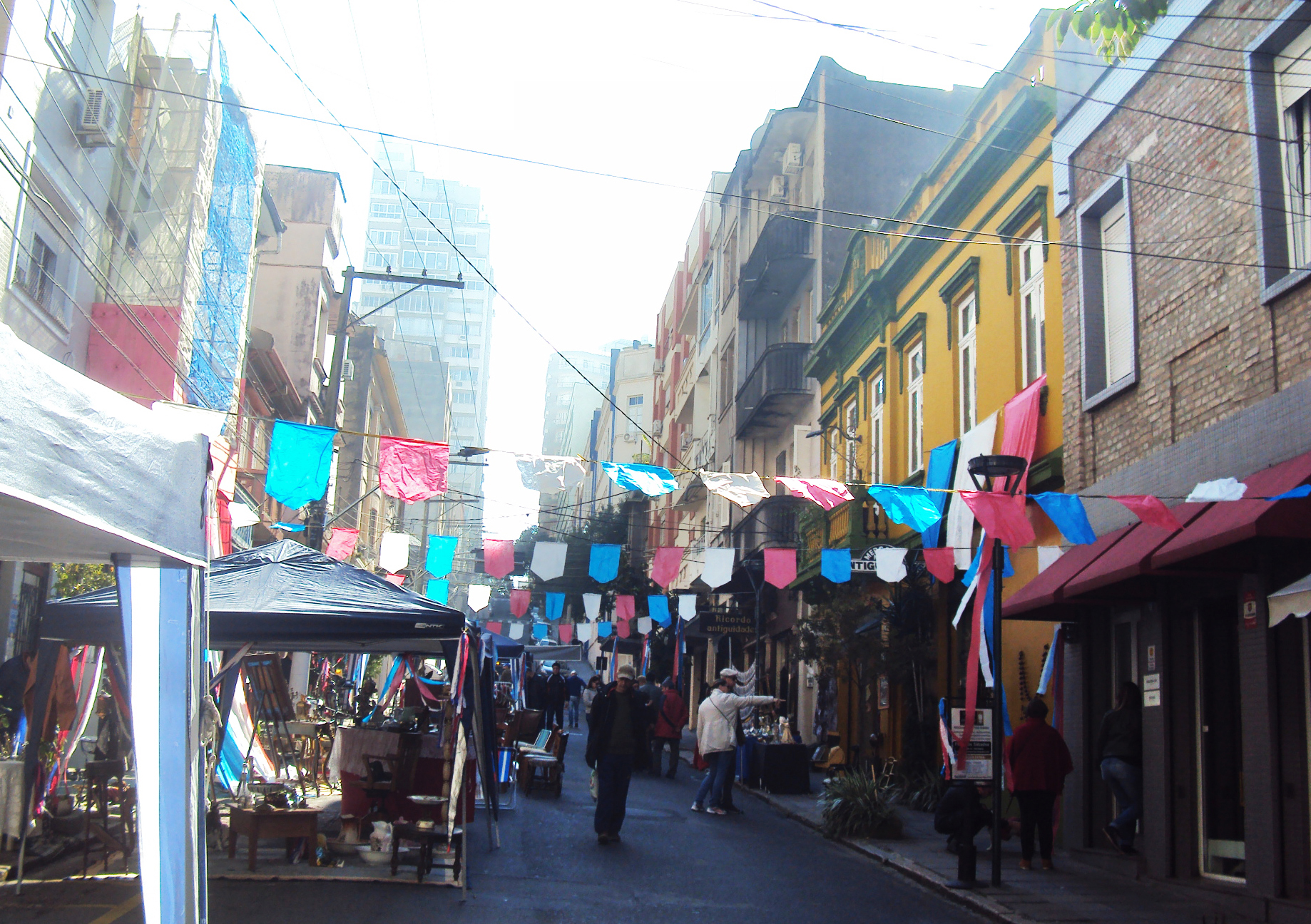
Feira do Caminho dos Antiquários no dia 23/07/2016, em homenagem à França.

O Caminho dos Antiquários é uma atração turística da cidade de Porto Alegre, capital do estado brasileiro do Rio Grande do Sul. O evento é inspirado nas maiores feiras da América Latina, como a Feira de San Telmo em Buenos Aires e a Feira de Tristán Narvaja em Montevidéu, e acontece no centro da cidade.
É um projeto desenvolvido pela Prefeitura de Porto Alegre em parceria com a comunidade, e uma iniciativa inserida no programa de revitalização do centro histórico da cidade. Tem como objetivo valorizar o trecho que liga a Praça Daltro Filho à Praça Marquesa de Sevigné, compreendendo trechos das ruas Marechal Floriano Peixoto, Demétrio Ribeiro, Coronel Genuíno e Fernando Machado, uma região que se caracteriza pela grande concentração de antiquários.
O espaço, transformado em uma grande feira a céu aberto, acontece todos os sábados, e se transformou em mais um ponto turístico da cidade. A Rua Marechal Floriano, entre a ruas Fernando Machado e Demétrio Ribeiro, é fechada ao trânsito de automóveis, e as lojas colocam seus produtos na rua. A Praça Daltro Filho recebe mais de 20 expositores de toda a cidade. 
Para que o Caminho dos Antiquários se tornasse uma realidade, foram executadas obras como execução de canteiros, sinalização, pavimentação, totem e recuperação da Praça Daltro Filho, além do ajardinamento e restauração da fonte da Praça Marquesa de Sevigné.